# Strongylura marina
Strongylura marina conhecido popularmente como peixe-agulha é uma espécie pelágica que ocorre principalmente em águas costeiras, podendo entrar nos rios. Forma pequenos cardumes, sendo muito rápida e voraz.